# Cumberland East Bay
Die Cumberland East Bay ist der östliche Seitenarm der Cumberland Bay an der Nordküste Südgeorgiens. Sie reicht vom Sappho Point, wo ihre Breite 5 km beträgt, 13 km landeinwärts in südöstlicher Richtung. In das Kopfende der Bucht mündet der Nordenskjöld-Gletscher.
Die Bucht wurde bei der Schwedischen Antarktisexpedition (1901–1903) unter der Leitung Otto Nordenskjölds kartografisch unter dem Namen South Bay erfasst. Nach einer weiteren Vermessung durch Teilnehmer der britischen Discovery Investigations zwischen 1926 und 1929 erhielt sie den topographisch korrekteren Namen East Cumberland Bay. Parallel dazu war auch die verkürzte Form East Bay in Gebrauch, bis das UK Antarctic Place-Names Committee 1955 entschied, die Benennung in die jetzige Form abzuändern, um damit der topographischen Benennung der gesamten Cumberland Bay Rechnung zu tragen und eine Verwechslung mit der East Bay im Prince Olav Harbour zu vermeiden.